# Standard FC Bouillon
Royal Standard Football Club Bouillon is een Belgische voetbalclub uit Bouillon. De club is aangesloten bij de KBVB met stamnummer 328 en heeft zwart en geel als clubkleuren. De club speelde in haar geschiedenis één seizoen in de nationale reeksen.

## Geschiedenis
Standard FC Bouillon werd opgericht in 1923. Op 12 oktober van datzelfde jaar trad de club toe tot de KBVB. Hierbij kreeg het stamnummer 328.
Reeds vroeg in haar geschiedenis trad de club aan op nationaal niveau. In 1928 promoveerde het naar de bevorderingsreeksen. Helaas was die stap veel te groot. De club eindigde laatste met nul punten doordat het al zijn wedstrijden verloor. Het eindigde met een doelsaldo van -199. Sindsdien speelde de club steeds op provinciaal niveau.
In het seizoen 1977/78 speelde de club in Eerste provinciale. Dat jaar promoveerde de club bijna terug naar het nationale niveau. De slotspeeldag van de competitie werd echter verloren tegen FC Saint-Hubert waardoor de club de titel weggaf. 
Op 4 februari 1983 kreeg de club de koninklijke titel en veranderde haar naam in Royal Standard FC Bouillon.

## Resultaten
| Seizoen | Klasse | Klasse | Klasse | Klasse | Klasse | Klasse | Klasse | Reeks                                     | Punten                                    | Opmerkingen                                       |
|         | I      | II     | III    |        |        |        |        |                                           |                                           |                                                   |
| ------- | ------ | ------ | ------ | ------ | ------ | ------ | ------ | ----------------------------------------- | ----------------------------------------- | ------------------------------------------------- |
| 1928/29 |        |        | 14     |        |        |        |        | Bevordering B                             | 0                                         |                                                   |
|         | I      | II     | III    | IV     | P.I    | P.II   | P.III  | Vanaf 1952/53 zijn er 4 nationale niveaus | Vanaf 1952/53 zijn er 4 nationale niveaus | Vanaf 1952/53 zijn er 4 nationale niveaus         |
| 2008/09 |        |        |        |        |        | 5      |        | Tweede Prov. Lux.                         | 48                                        |                                                   |
| 2009/10 |        |        |        |        |        | 1      |        | Tweede Prov. Lux.                         | 78                                        |                                                   |
| 2010/11 |        |        |        |        | 14     |        |        | Eerste Prov. Lux.                         | 28                                        |                                                   |
| 2011/12 |        |        |        |        | 16     |        |        | Eerste Prov. Lux.                         | 16                                        |                                                   |
| 2012/13 |        |        |        |        |        | 4      |        | Tweede Prov. Lux.                         | 53                                        |                                                   |
| 2013/14 |        |        |        |        |        | 11     |        | Tweede Prov. Lux.                         | 38                                        |                                                   |
| 2014/15 |        |        |        |        |        | 13     |        | Tweede Prov. Lux.                         | 18                                        |                                                   |
| 2015/16 |        |        |        |        |        |        | 5      | Derde Prov. Lux.                          | 47                                        |                                                   |
| 2016/17 |        |        |        |        |        |        | 1      | Derde Prov. Lux.                          | 61                                        |                                                   |
| 2017/18 |        |        |        |        |        | 10     |        | Tweede Prov. Lux.                         | 27                                        |                                                   |
| 2018/19 |        |        |        |        |        | 12     |        | Tweede Prov. Lux.                         | 22                                        |                                                   |
| 2019/20 |        |        |        |        |        | 13     |        | Tweede Prov. Lux.                         | 10                                        | Competitie stopgezet na speeldag 16 door COVID-19 |
| 2020/21 |        |        |        |        |        | -      |        | Tweede Prov. Lux.                         | -                                         | Geen competitie door COVID-19                     |
| 2021/22 |        |        |        |        |        |        | 2      | Derde Prov. Lux.                          | 51                                        |                                                   |
| 2022/23 |        |        |        |        |        |        | 1      | Derde Prov. Lux.                          | 68                                        |                                                   |
| 2023/24 |        |        |        |        |        | 2      |        | Tweede Prov. Lux.                         | 55                                        |                                                   |
| 2024/25 |        |        |        |        |        | 1      |        | Tweede Prov. Lux.                         | 58                                        |                                                   |
| 2025/26 |        |        |        |        |        |        |        | Eerste Prov. Lux.                         |                                           |                                                   |